# HD170044
HD170044 — хімічно пекулярна зоря спектрального класу
A5 й має видиму зоряну величину в смузі V приблизно 10,7.